# Birmingham New Street vasútállomás
Birmingham New Street vasútállomás egy vasúti pályaudvar Angliában, Birmingham városában. Egyike Anglia legforgalmasabb vasútállomásainak, 2016-ban már több, mint 39 millió utas fordult meg itt. A pályaudvar az angliai vasúthálózat központja, félúton London és Skócia között. A szigetország egyik legforgalmasabb vasútvonala, a West Coast Main Line halad keresztül rajta, így egyaránt megfordulnak az állomáson regionális, távolsági és nemzetközi vonatok is.

## Képgaléria

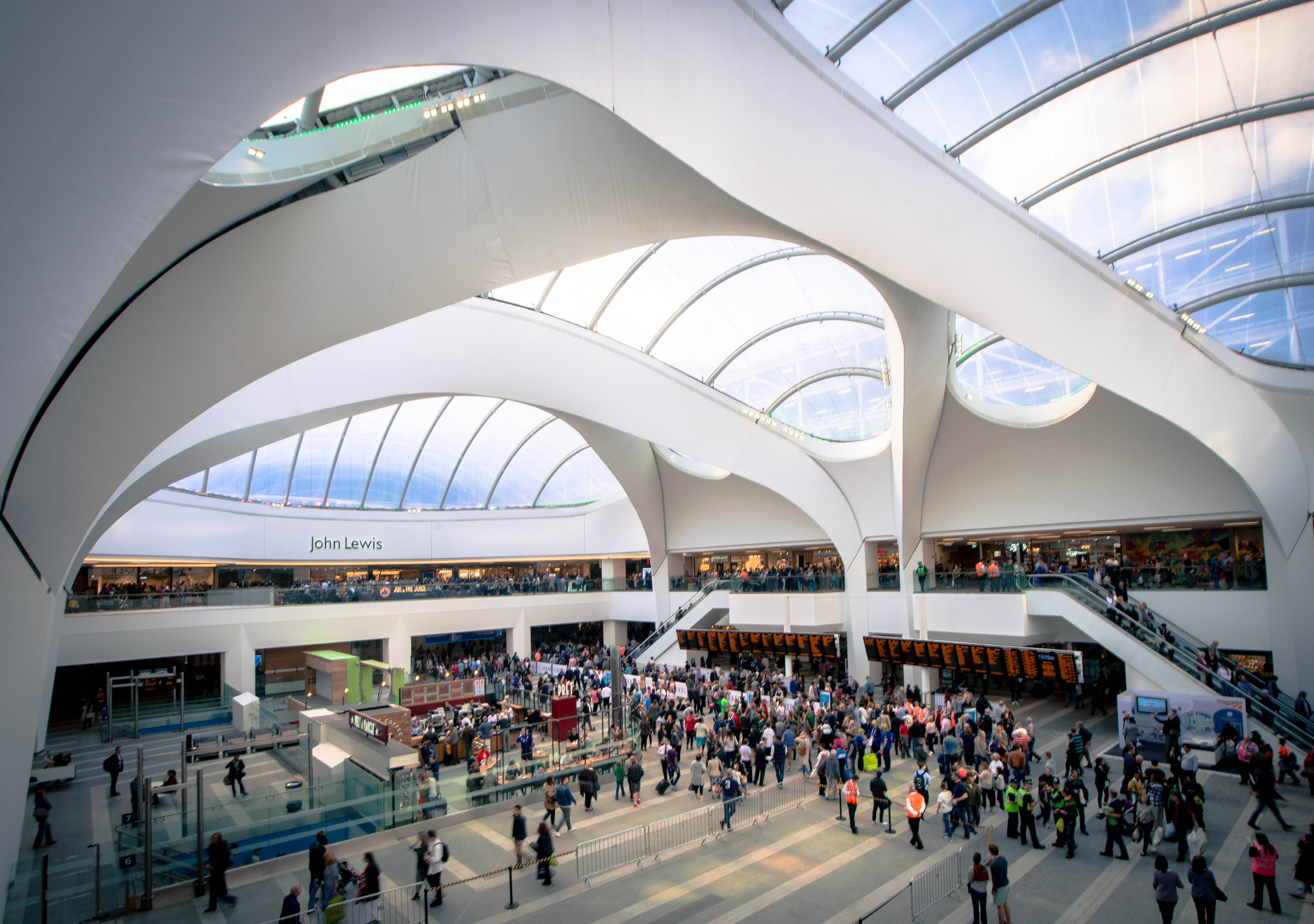
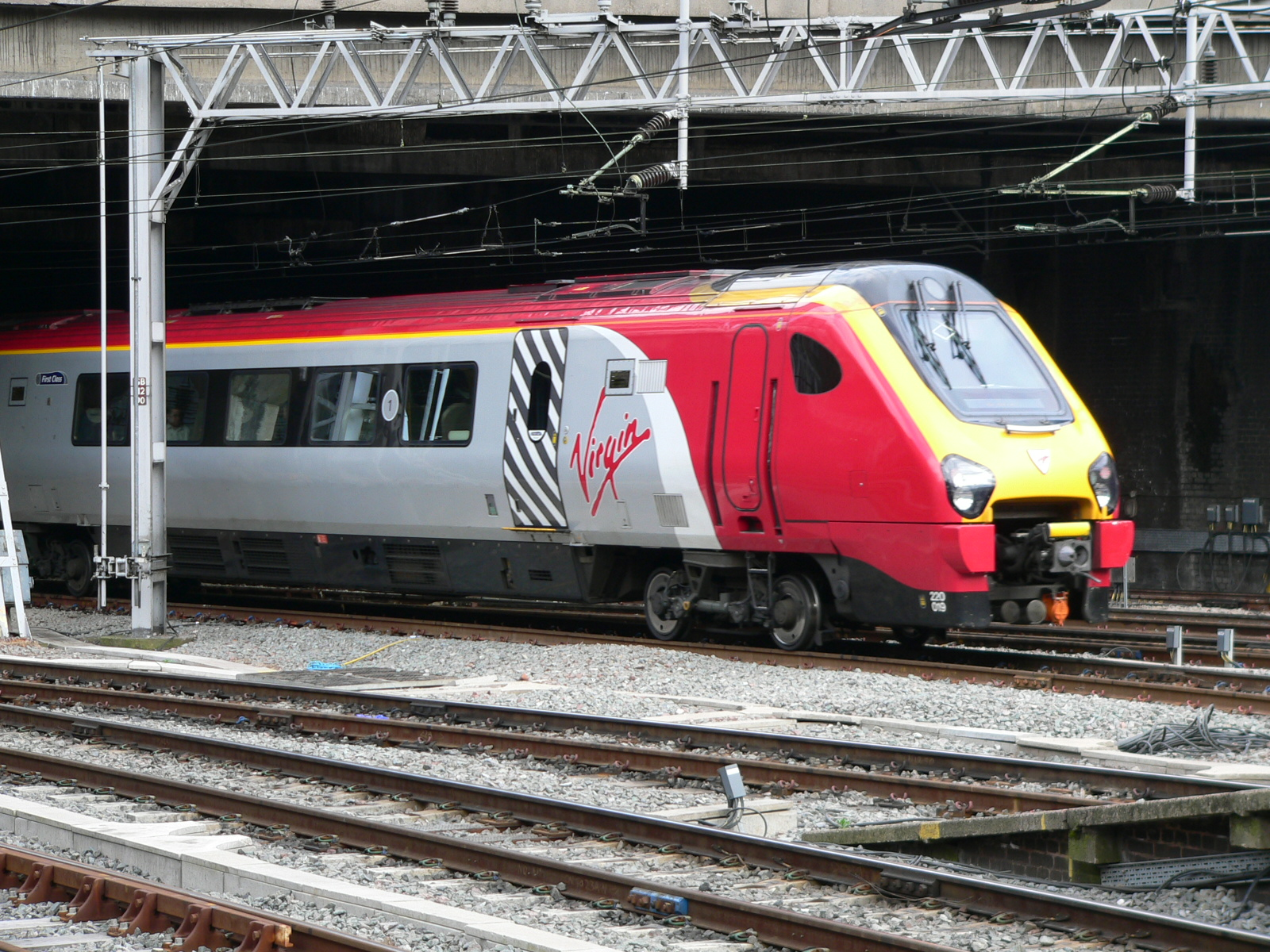
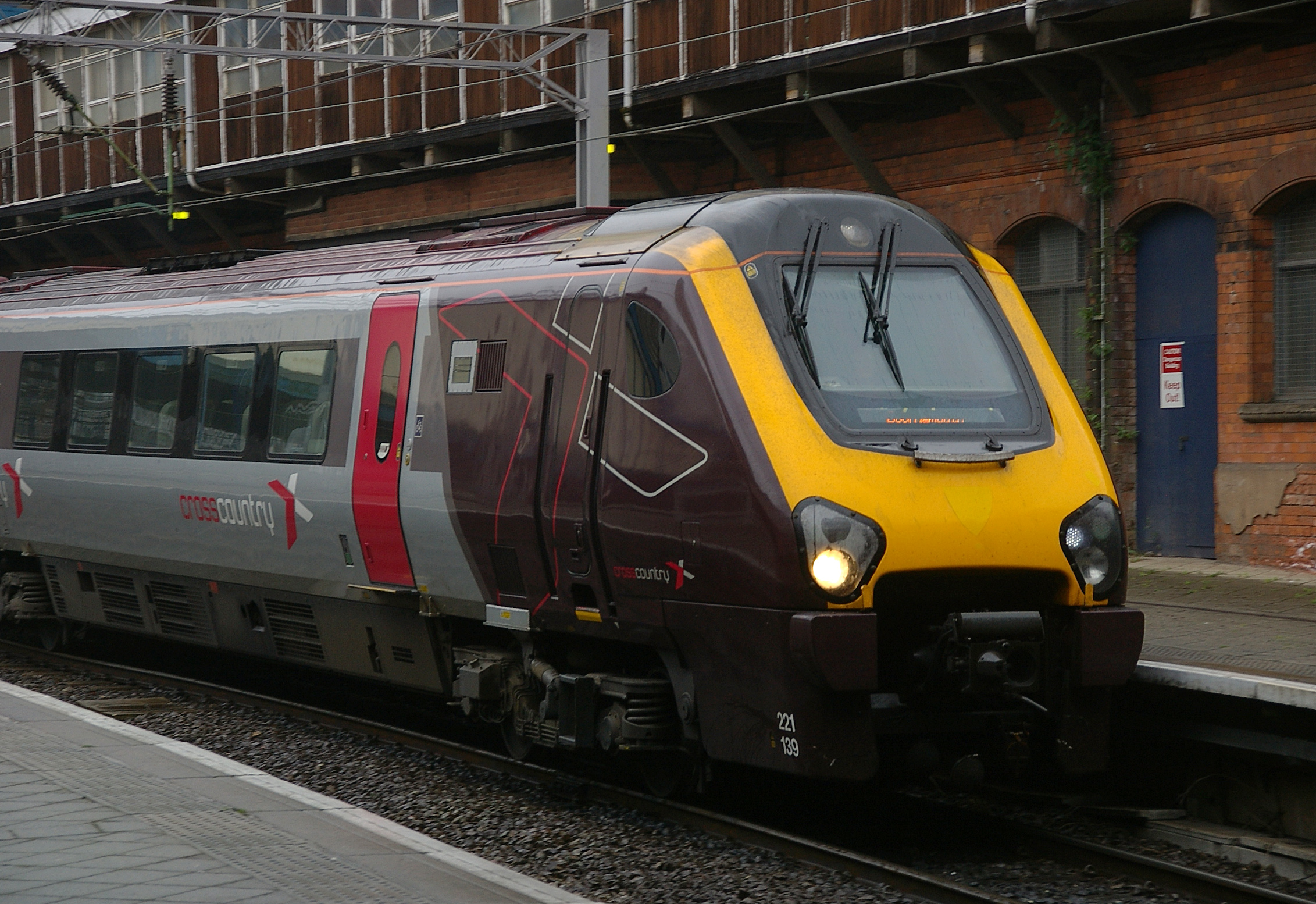
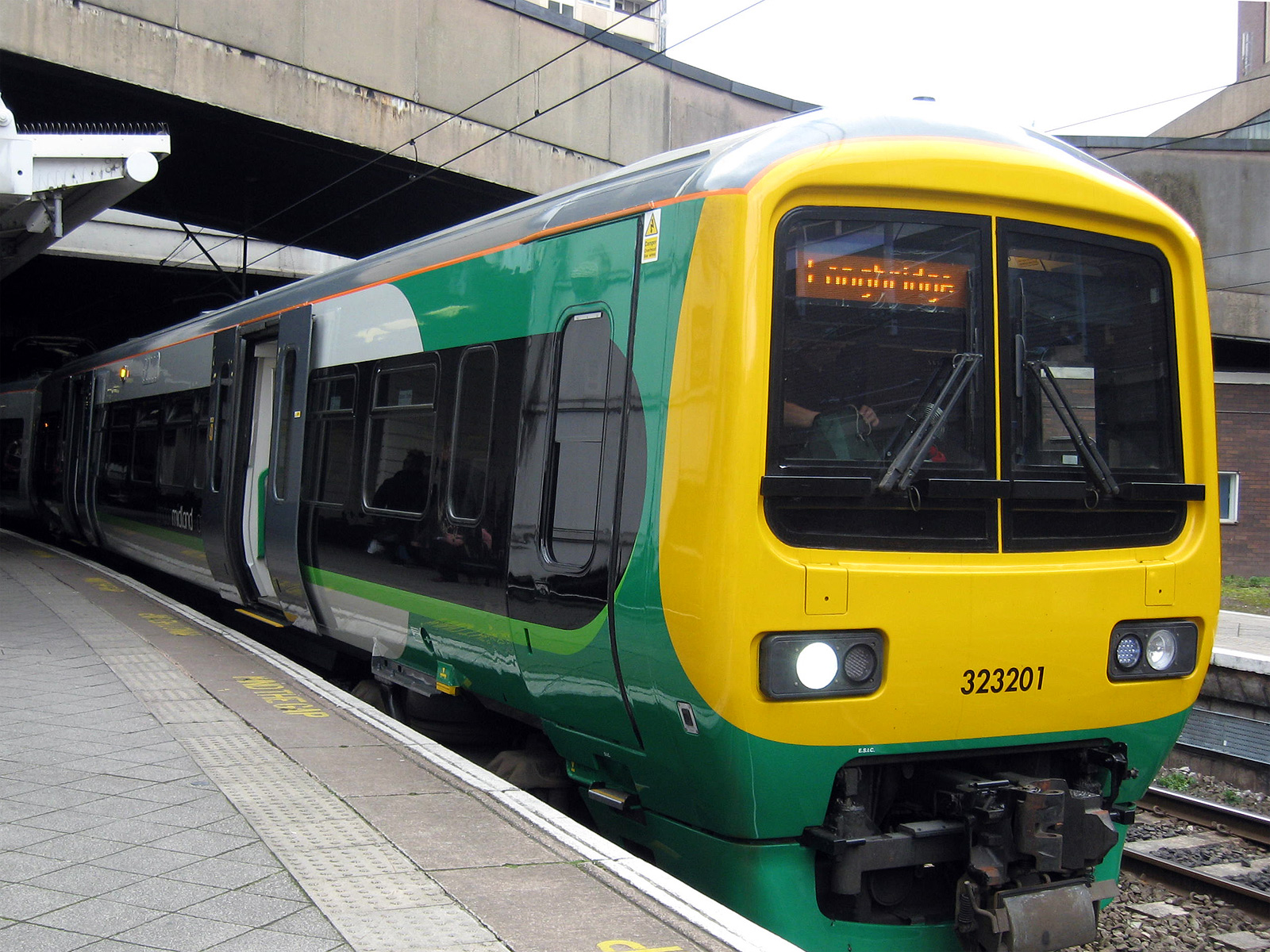
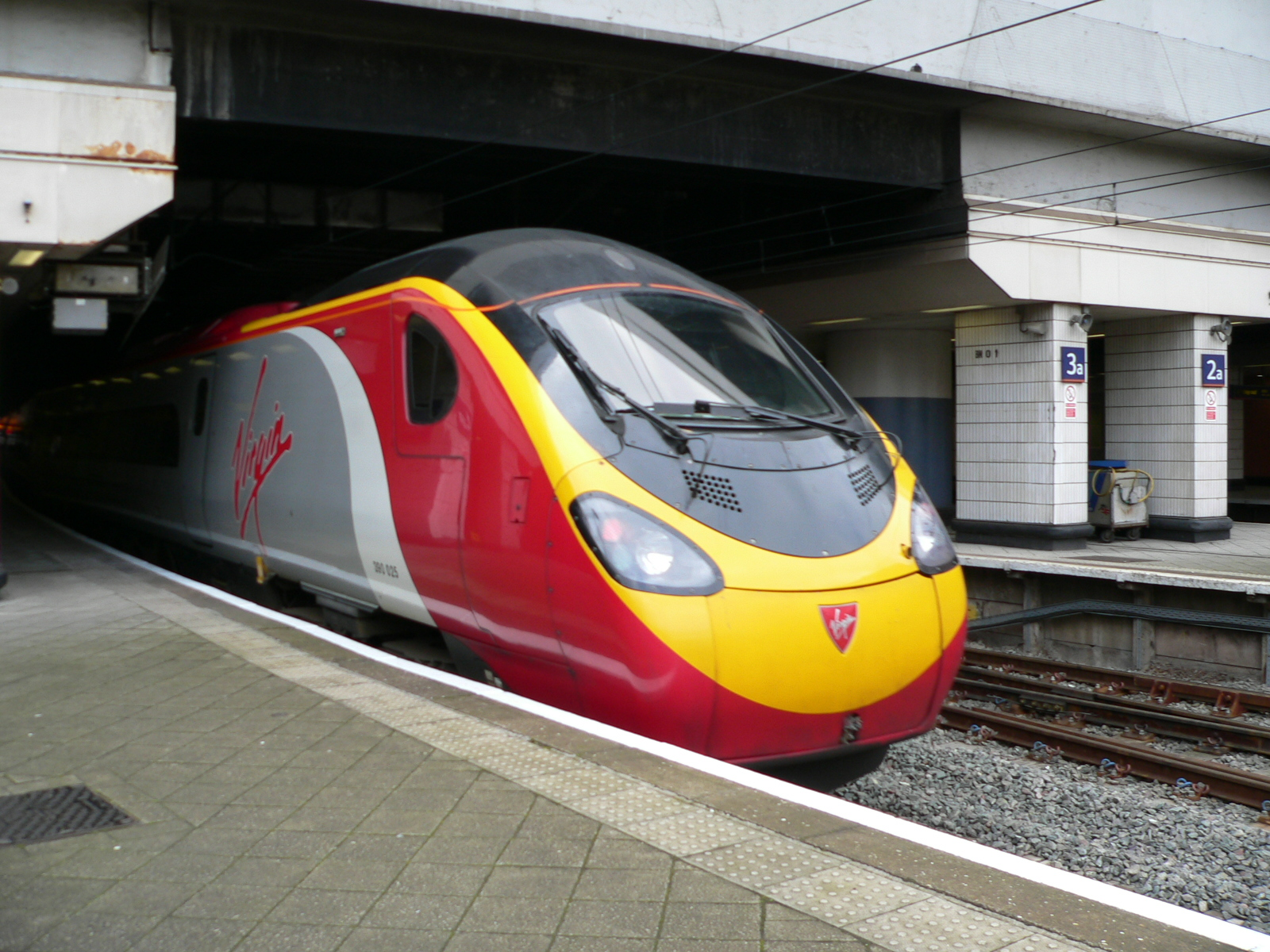
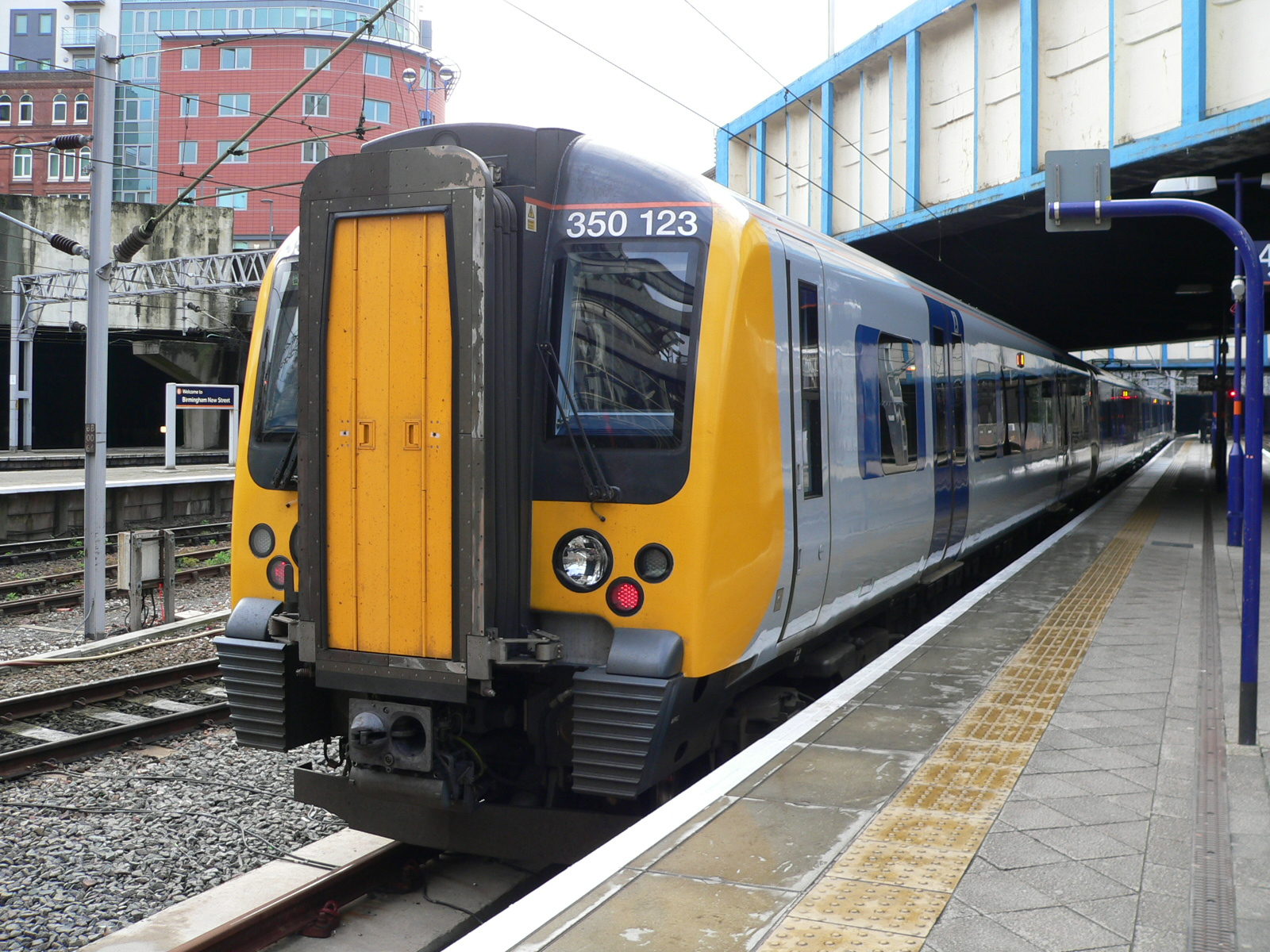